# Édouard Pecher
Édouard Gustave Charles Marie Pecher, né à Anvers le 24 novembre 1885 et décédé à Bruxelles le 27 décembre 1926 est un homme politique anversois libéral.
Il est docteur en droit, avocat, conseiller communal à Anvers et député belge, élu de l'arrondissement de Liège jusqu'à sa mort (1919-1926), brièvement ministre des colonies dans le gouvernement Jaspar I (1926-1927) et président du Parti libéral (1921-1926).